# Ankerville
Ankerville is een dorp in Ross and Cromarty in de Schotse Hooglanden.